# Casey Simons
Casey Simons (* 26. März 1985) ist ein US-amerikanischer Biathlet und früherer Skilangläufer.
Casey Simons lebt in Park City und startet für das University OF Utah SKI Team, wo er von Eli Brown und Wendy Wagner trainiert wird. Im Skilanglauf nimmt Simons seit 2002 an internationalen Rennen des Continental-Cups, der FIS, des Nor-Am Cups und der US Super Tour teil. Häufig erreichte er Ergebnisse unter den besten 20, seltener unter den Top 10. 2004 startete er in Stryn bei der Junioren-Weltmeisterschaft, wo Platz 43 im Sprintwettbewerb sein bestes Ergebnis wurde. 2005 nahm er erneut an den Junioren-Weltmeisterschaften in Rovaniemi teil und wurde 46. im Sprint. 2008 wechselte Simons zum Biathlon. Seinen Durchbruch in Nordamerika erreichte er in der Saison 2008/09. Im Biathlon-NorAm-Cup 2008/09 lief er in La Patrie hinter Jesse Downs zu Beginn des Jahres 2009 in Sprint und Verfolgung auf den zweiten Platz. Bei den US-amerikanischen Meisterschaften im Biathlon 2009 in Fort Kent wurde er zunächst Sechster im Sprint und verpasste beim anschließenden Verfolgungsrennen als Viertplatzierter knapp eine Medaille. Diese gewann er als Vizemeister hinter Kevin Patzoldt im Massenstartrennen.
Erfolgreich verlief für Simons auch die Saison 2009/10. Im Biathlon-NorAm-Cup 2009/10 belegte er in der Gesamtwertung den dritten Rang. Bei den Nordamerikanischen Meisterschaften im Biathlon 2010 gewann er den Titel im Sprint, fiel in der Verfolgung aber auf den fünften Platz zurück. im Massenstart verpasste er mit Rang vier eine weitere Medaille. Bei den gleichzeitig durchgeführten US-Meisterschaften gewann er den Titel im Sprint, wurde Vierter im Verfolgungsrennen und gewann im Massenstart die Bronzemedaille.